# Alphonse Royer

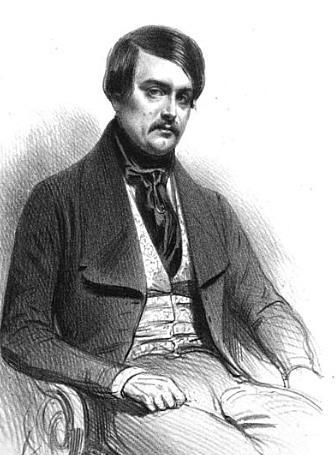
Alphonse Royer, um 1840

Alphonse Royer (* 10. September 1803 in Paris; † 11. April 1875 in Paris) war ein französischer Theaterschriftsteller, Librettist, Impresario und Journalist.

## Biografie
Alphonse Royer wurde in eine begüterte Familie geboren; sein Vater war Anwalt und Auktionator. Schon in jungen Jahren frequentierte er einen literarischen Kreis, der von der Romantik und – in politischer Ausrichtung – vom Liberalismus geprägt war. Sein Vater sandte ihn auf Reisen, und Royer verbrachte dann mehrere Jahre in Italien und im Osmanischen Reich. Er befand sich in Konstantinopel im Jahr 1826, als die Janitscharen von Sultan Mahmud II. entmachtet und aufgelöst wurden. Von den damaligen Ereignissen wurde Royer stark geprägt, und seine Erfahrungen in der Türkei inspirierten viele seiner späteren literarischen Werke (siehe unten). Im Jahr 1830 reiste er von Konstantinopel über das heutige Bulgarien und Rumänien nach Frankreich zurück.

Nach seiner Rückkehr nach Paris veröffentlichte er, zusammen mit Henri Auguste Barbier, den historischen Roman Les Mauvais Garçons (1830), der seinen Namen zuerst bekannt machte. Im selben Jahr veröffentlichte Royer auch sein erstes Theaterstück, den Drei-Akter Henry V et ses compagnons, verfasst zusammen mit Auguste Romieu (1800–1855). Das Stück feierte am 27. Februar 1830 Premiere am Théâtre des Nouveautés, mit Musik von Giacomo Meyerbeer, Carl Maria von Weber und Louis Spohr. Das Publikum war im Allgemeinen begeistert, aber es gab auch andere Stimmen: Friedrich von Raumer, der sich in Paris aufhielt und am 6. April 1830 drei Stücke – darunter als letztes auch Romieu-Royers Henry V et ses compagnons – gesehen hatte, schrieb am nächsten Tag:
„… lauter Vaudevilles, die schlecht gesungen und, mit Ausnahme eines Hr. Philippe, nur sehr mittelmäßig gespielt wurden. (…) Das dritte Stück ist Shakspeare [!] à la française eingekocht, und, als crouton à la sauce piquante, eine nichts weniger als pikante Liebesgeschichte zwischengeschoben. Der erste Akt beginnt mit einer Prügel- und schließt mit einer Saufscene in der Schenke. Zur letzten wird natürlich gevaudevillt, und zwar (nichts als Parodie, sondern in aller Unschuld und Albernheit) – nach dem ersten Elfenchore aus dem Oberon! So wird dies ätherische, durftige, heiter glänzende, leicht hinschwebende Chor recht eigentlich in irdischen Schmutz hineingezogen und abgebrüllt. Schwerlich sehe ich während meines Aufenthalts in Paris dies Theater zum zweiten Male; lieber lese ich alte Handschriften, so lange es die Augen ertragen.“
Royers Karriere hatte aber einen guten Anfang genommen, und in den folgenden Jahren schrieb er weitere Romane und Theaterstücke. Er begann eine fruchtbare Zusammenarbeit mit dem belgischen Dramatiker Gustave Vaëz (1812–1862), der zuerst Rechtswissenschaft studiert und an der Universität von Löwen promoviert hatte, dann aber als Theaterschriftsteller reüssierte. Ihr erstes größeres Projekt war 1839 die Übersetzung und Adaption von Donizettis Lucia di Lammermoor, zuerst gegeben am Pariser Théâtre de la Renaissance, einer von Victor Hugo und Alexandre Dumas erst im Jahr zuvor gegründeten Spielstätte. Dem folgten weitere Übersetzungen von Opernlibretti, aber auch Originalkompositionen, namentlich die Libretti für Donizettis La favorite (Uraufführung am 2. Dezember 1840) und Verdis Jérusalem (Uraufführung am 26. November 1847), beide an der Académie Royale de musique. In späteren Jahren schrieben Royer und Vaëz noch mehrere andere Dramen, Komödien und Libretti (beispielsweise für François-Auguste Gevaerts komische Oper Georgette ou Le moulin de Fontenoy, 1853).
Während der 1830er und frühen 1840er Jahre war Royer mit vielen namhaften Künstlern und Schriftstellern befreundet, insbesondere Gérard de Nerval, Théophile Gautier und Heinrich Heine. Sie lebten in enger Nachbarschaft zueinander in der Rue Navarin (im 9. Arrondissement), zu Zeiten sogar in derselben Wohnung. Royer und Gautier besuchten oft das Sommerhaus Heines in Montmorency; im Jahr 1841 sekundierten sie Heine bei seinem Pistolenduell mit dem Frankfurter Kaufmann Salomon Strauß.

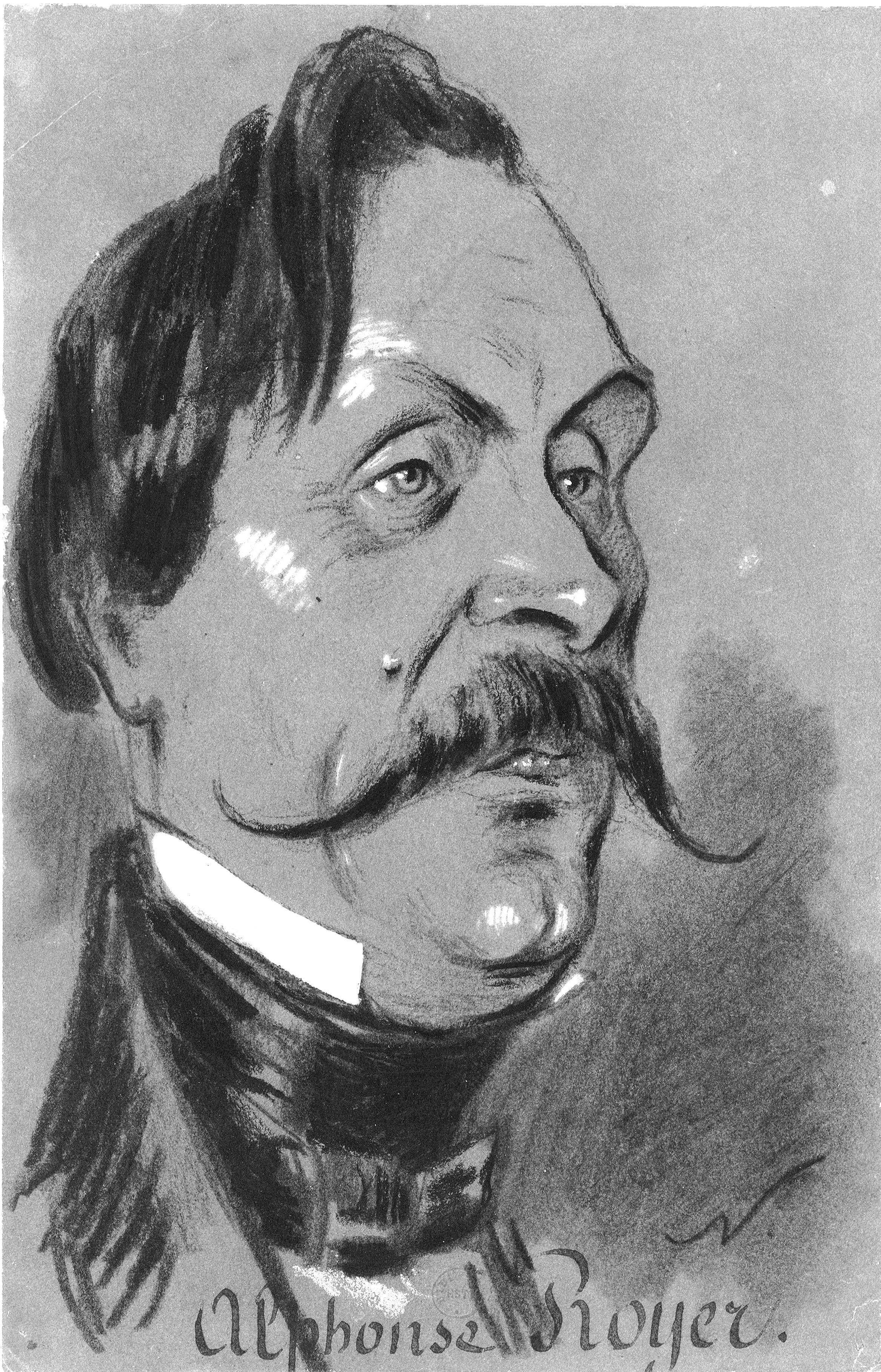
Alphonse Royer in einer Karikatur von Nadar (nach 1850)

Im Jahr 1853 übernahm Royer die Leitung des Théâtre de l’Odéon in Paris. Sein alter Freund Gustave Vaëz diente als Bühnendirektor. Er folgte Royer auch an die Pariser Oper, deren Direktor Royer am 1. Juli 1856 wurde. Unter Royers Ägide fanden an der Pariser Oper Premieren von Opern von Giuseppe Verdi, Fromental Halévy, Félicien David, Fürst Józef Poniatowski und Charles Gounod statt, außerdem Premieren von Balletten von Ernest Reyer, Daniel Auber und Jacques Offenbach.
Royer war auch involviert in das sogenannte „Tannhäuser-Fiasko“, nämlich die skandalöse Pariser Premiere von Wagners Tannhäuser am 13. März 1861. Royer war wenig erpicht darauf, den Tannhäuser überhaupt auf die Bühne zu bringen und erst eine Anordnung Napoleons III. soll im September 1860 bewirkt haben, dass Royer sich der Oper annahm. Royer machte sich auch wenig beliebt bei Wagner, indem er vornehmlich französische Sänger für die Aufführung auswählte und dem Komponisten ein Freikartenkontingent verwehrte. Außerdem hatte er Wagner mitgeteilt, dass an der Pariser Oper ein Ballett zu Beginn des II. Aktes obligatorisch sei, weil die meisten einflussreichen Besucher des Opernhauses – alle im Besitz von Dauerkarten – überhaupt erst zum II. Akt zu erscheinen pflegten, um ihre Favoritinnen unter den Tänzerinnen zu sehen, während sie während des I. Aktes noch beim Abendessen saßen. Wagner weigerte sich, darauf einzugehen, schob aber als Kompromiss eine Art Ballett („Tanzdivertissement“) vor die Venusberg-Szene ein. Das erwies sich als wenig hilfreich, weil die genannten Dauerkarteninhaber erst zum II. Akt erschienen, Wagners „Balletteinlage“ bereits verpasst hatten und den Fortgang der Oper dann mit Zurufen, Gelächter und einem gellenden Pfeifkonzert begleiteten; auch viele anwesende Pariser Journalisten sollen sich daran beteiligt haben. Die Oper wurde noch zweimal in den nächsten Tagen gegeben (am 18. und 24. März), aber die Reaktion des Publikums war gleichermaßen desaströs. Wagner, der selbst in einer Loge anwesend war, war über alle Maßen erbost und verbot zu Lebzeiten alle weiteren Aufführungen seiner Werke in Paris.
Nachdem sein Freund Gustave Vaëz im März 1862 verstorben war, wurde Royer der Leitung der Pariser Oper bald überdrüssig, so dass er sie im Dezember 1862 abgab und sich aus dem aktiven Theaterbetrieb zurückzog. Er widmete sich nun ganz der Schriftstellerei, und in den folgenden Jahren erarbeitete er mehrere umfassende Studien, namentlich eine Geschichte des Pariser Opernhauses (Histoire de l’Opéra 1875) und eine sechsbändige Geschichte des Theaters (Histoire universelle du Théâtre, 1869–1877). Außerdem übersetzte er Werke von Alarcon, Cervantes, Tirso de Molina und Carlo Gozzi ins Französische. Auch war er nach 1862 zum Generalinspekteur der Schönen Künste (inspecteur général des beaux-arts) ernannt worden.
Royer starb an einer Lungenentzündung am 11. April 1875 in Paris und wurde auf dem Cimetière du Père-Lachaise begraben.

## Royer und der Orient
Einen besonderen Platz im Leben und Schaffen Royers nahm der türkische Orient ein. Royer hielt sich zweimal im Osmanischen Reich, insbesondere in Konstantinopel, auf, zuerst zwischen 1825 und 1830 und nochmals im Jahr 1840 (zusammen mit dem Illustrator Camille Rogier, 1810–1896, der selbst mehrere Jahre in Konstantinopel verbrachte). In den frühen 1840er Jahren frequentierte Royer in Paris Literaten, die – wie Gérard de Nerval und Théophile Gautier – selbst eine starke Faszination für den Orient empfanden und ihre späteren Reisen in der Türkei in Reiseberichten und literarischen Werken verarbeiteten. Royer hielt in Paris einen Salon, über den der französische Journalist und Schriftsteller Xavier Eyma (1816–1876) später wie folgt berichtete:

„Ich kam in Paris an, um dort meine literarische Karriere zu beginnen, wo ich den großartigen Alphonse Royer als liebenswerten Förderer hatte; er stand damals in höchstem Ansehen aufgrund seiner ‚orientalischen Berühmtheit‘ (renommée orientale). Der Verfasser der Mauvais garçons und von Venezia la Bella hatte seinen Weg geändert. Nach einem langen Aufenthalt in der Türkei war Alphonse Royer besser als irgendjemand sonst eingeweiht in die Sitten des Orients (…) und hatte hervorragende und vielgelesene Werke über den Orient veröffentlicht. Sein kleiner Salon in der Rue Navarin war eine Miniaturausgabe eines divans von Konstantinopel. Man rauchte dort nur türkischen Tabak, in türkischen Pfeifen, und man nahm den Tee in orientalischen Tassen zu sich, die gerade so groß waren wie ein Taubenei.“
In der Tat hatte Royer zahlreiche Schriften publiziert, die mit seinen Aufenthalten in der Türkei in Verbindung standen, darunter ein zweibändiger Reisebericht (1837), eine Biographie von Sultan Mahmud II. und mehrere Artikel über die Reformen in der Türkei im Gazette des tribunaux. Unter seinen literarischen Werken sind in diesem Zusammenhang der Roman Robert Macaire en Orient (1840) und die Sammlung von Erzählungen Un Divan (1834) erwähnenswert. Und noch im Jahr 1868 schrieb Royer ein Vorwort für Théodore de Langeacs Les aventures d’un sultan, worin er Ausführungen zum „orientalischen Roman“ als solchen und zur Sirat ‘Antar im Speziellen macht.
Von besonderer Bedeutung sollte seine halb historische, halb romanhafte Schilderung der Janitscharen und ihrer erzwungenen Auflösung im Jahr 1826 sein, die zuerst 1844 erschien (Les Janissaires). Dieses Werk popularisierte die historisch weitgehend unzutreffende, aber in turkophoben Kreisen bis heute verbreitete Meinung, wonach die Janitscharen als die Protagonisten einer Gewaltpolitik der Osmanen auf dem Balkan gesehen werden müssen; in diesem Kontext steht vor allem der Usus der sogenannten Knabenlese (devşirme) im Vordergrund. Royers Buch war (und ist) deshalb in Südosteuropa sehr populär und wurde bald ins Griechische, Rumänische, Bulgarische (Üb. Iwan Bogorow) und sogar ins Armenische übersetzt.

## Auszeichnungen
- Verleihung des Ordens der Ehrenlegion (L’ordre national de la Légion d’honneur) (Chevalier de la Légion 1844, Officier de la Légion 1867)

## Werke

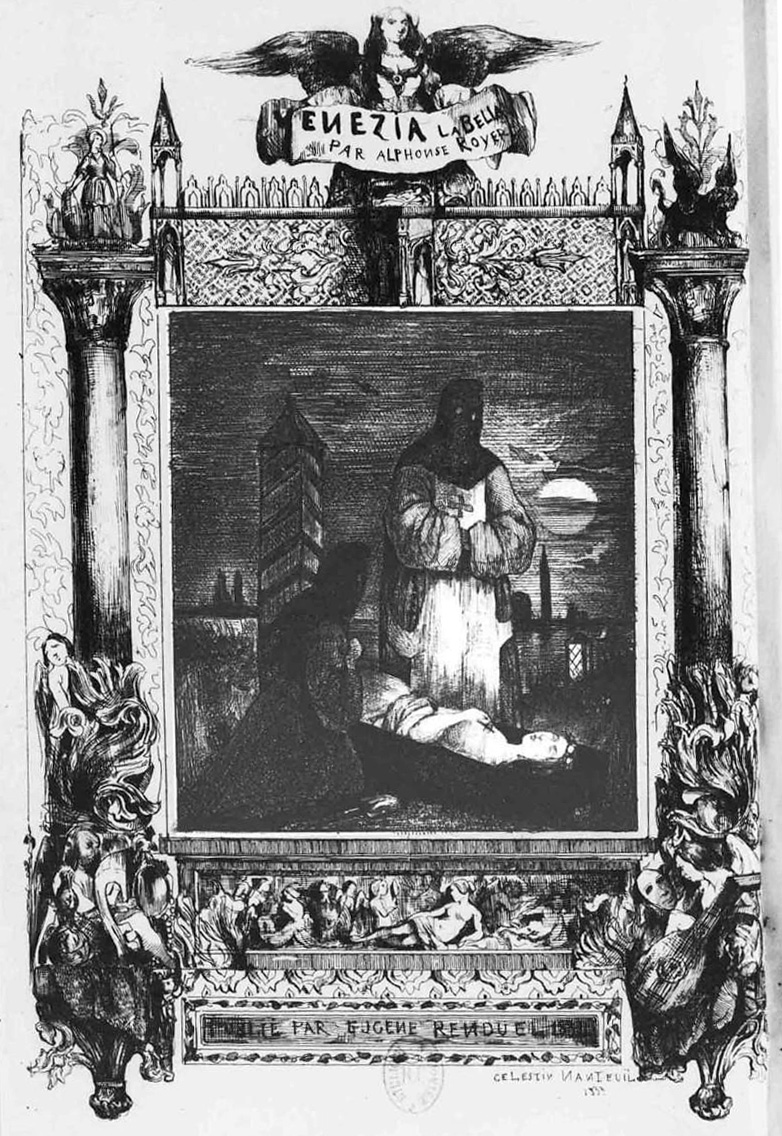
Venezia la Bella (1834), Titelblatt

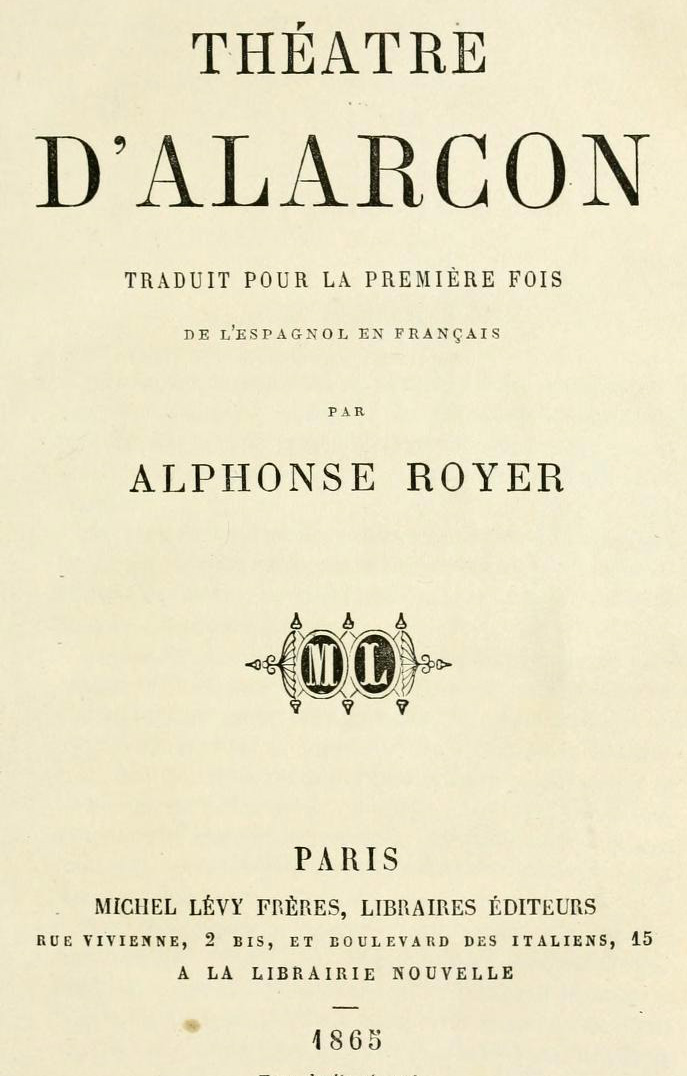
Théâtre d'Alarcón (1865), Titelblatt

### Romane und Erzählungen
- 1830 (zusammen mit Auguste Barbier): Les Mauvais garçons. 2 Bände. E. Renduel, Paris (Band II: Textarchiv – Internet Archive)
- 1834 (zusammen Charles Nodier, Emile Deschamps u. a.): L’amulette: étrennes à nos jeunes amis. Eugène Renduel, Paris (Gallica)
- 1834: Manoël. Abel Ledoux, Paris
  - Deutsche Ausgabe in 2 Bänden 1835: Manoel. Roman. Uebersetzung von Friedrich Pitt. Arnoldische Buchhandlung, Dresden / Leipzig (Google I/II)
- 1834: Un Divan. Abel Ledoux, Paris
- 1834: Venezia la Bella. 2 Bände. Eugène Renduel, Paris (Gallica: Band I – Band II)
- 1835 (zusammen mit Philarète Chasles, Jules A. David, Ernest Desprez, A. de Labrière u. a.): Le sachet. Nouvelles, eau forte par mademoiselle Ledoux. Poulton, Paris (Gallica)
- 1836 (zusammen mit Roger de Beauvoir): L’Auberge des trois pins. Dumont, Paris / J.P. Meline, Brüssel (Google)
- 1838: Le Connétable de Bourbon. 2 Bände. Werdet, Paris (Gallica: Band I – Band II)
  - Andere Ausgabe 1838. 2 Bände. C. Hochhausen et Fournes, Brüssel / Leipzig (Textarchiv – Internet Archive)
  - Amerikanische Ausgabe 1844: Charles the Bourbon, Lord Constable of France. A Historical Romance. Üb. Edward S. Gould. J. Winchester, New York (archive.org)
- 1840: Mademoiselle Béata. Dumont, Paris / Hauman et Cie, Brüssel (Google)
- 1840: Robert Macaire en Orient. Dumont, Paris / A. Jamar, Brüssel (Textarchiv – Internet Archive)
- 1844: Les Janissaires. 2 Bände. Dumont, Paris (Gallica: Band I – Band II)
  - Rumänische Übersetzung in zwei Bänden 1848–1850: Ienicerii traducea libra din limba Elena. Üb. Anastasie Pakleaul. Iosef Kopainig, Bukarest (Google: Band II)
  - Griechische Übersetzung 1860: Οι Γενίτσεροι: μυθιστορικόν διήγημα του κ. Αλφόνσου Ρωγήρου; μεταφρασθέν εκ του γαλλικού. Athen: Koromela

### Länder- und Reisebeschreibungen
- 1834 (einzelne Abschnitte in): Italie pittoresque. Tableau historique et descriptif de l’Italie, du Piémont, de la Sardaigne, de la Sicile, de Malte et de la Corse. Amable Costes, Paris
- 1835: „Les hommes politiques de la Belgique“. In: Revue des Deux Mondes, Band I (1835), S. 672–714 (Wikisource / französisch). Auch als Separatdruck erschienen.
- 1836 (einzelne Abschnitte in): Italie pittoresque. Lombard-Vénitien, Vénise, Vérone, Vigence, Padoue (…), Musées d’Italie. Amable Costes, Paris (Google)
- 1837: Aventures de voyage, tableaux, récits et souvenirs du Levant. 2 Bände. Dumont, Paris (Gallica: Band I – Band II)
  - Andere Ausgabe 1837 in 2 Bänden: Meline, Cans et Compagnie, Brüssel (Google: Band I – Band II)
- 1839: „L’horloge de Strasbourg. Chronique alsacienne“. In: A.-J. Duvergier (Hrsg.): Mémorial historique de la noblesse. Band I. Paris 1839, S. 55–87

### Schriften zur Theatergeschichte
- 1869–1878: Histoire universelle du théâtre. 6 Bände. A. Franck, Paris (I–IV) / Paul Ollendorff, Paris (V–VI)
  - Band I (1869) (Gallica)
  - Band II (1869) (Gallica)
  - Band III (1870) (Gallica)
  - Band IV (1870) (Gallica)
  - Band V (1878, posthum): Histoire du théâtre contemporain en France et à l’étranger, depuis 1800 jusqu'à 1875. Band I (Gallica)
  - Band VI (1878, posthum): Histoire du théâtre contemporain en France et à l’étranger, depuis 1800 jusqu'à 1875. Band II (Gallica)
- 1875: Histoire de l’opéra. Bachelin-Deflorenne, Paris

### Theaterstücke und Libretti
- 1830 (zusammen mit Auguste Romieu): Henri V et ses compagnons, drame en trois actes de MM. Romieu et Alph. Royer, musique de MM. Meyerber, Weber et Spohr
- 1839 (zusammen mit Jouhaud): Écorce russe, coeur français, vaudeville en 1 acte. J.-N. Barba, Paris
- 1840 (zusammen mit Gustave Vaëz): La Favorite: opéra en quatre actes; musique de M. G. Donizetti. Paris Opéra (Salle Le Peletier). Gedruckt 1841 Marchant, Paris; Neuausgabe J. A. Lelong, Brüssel 1849
- 1841 (zusammen mit Gustave Vaëz): Le Voyage à Pontoise: comédie en trois actes et en prose. C. Tresse, Paris
- 1842 (zusammen mit Gustave Vaëz): Le Bourgeois grand seigneur: comédie en trois actes, et en prose. C. Tresse, Paris (Gallica: Notice de spectacle)
- 1843 (zusammen mit Gustave Vaëz): Mademoiselle Rose. Théâtre de l’Odéon, Paris / Brüssel: J.-A. Lelong (Google)
- 1844 (zusammen mit Gustave Vaëz): La Comtesse d’Altenberg, drame en 5 actes et en prose, par MM. Alphonse Royer et Gustave Vaez. Théâtre de l’Odéon, Paris (Gallica)
- 1846 (zusammen mit Gustave Vaëz): Robert Bruce; opéra en 3 actes, paroles de MM Alph. Royer et Gustave Vaez, musique de G. Rossini. Paris Opéra (Salle Le Peletier). Gedruckt: Michel Lévy frères, Paris
- 1847 (zusammen mit Gustave Vaëz): Jérusalem. Opéra de Mrs Alphonse Royer et Gustave Vaez. Musique de Mr Verdi. Paris Opéra (Salle Le Peletier). Gedruckt J. A. Lelong, Brüssel (archive.org) (Google)
- 1850 (zusammen mit Gustave Vaëz): La Dame de trèfle, vaudeville en 1 acte. Beck, Paris (archive.org) (Google)
- 1850 (zusammen mit Anicet und Charles Narrey): Le Jeu de l’amour et de la cravache, vaudeville en un acte. Arbieu, Paris (Gallica)
- 1850 (zusammen mit Gustave Vaëz): Le Jour et la nuit. Théâtre des Variétés, Paris
- 1850 (zusammen mit Gustave Vaëz): Les Fantaisies de Milord. Théâtre des Variétés, Paris
- 1850 (zusammen mit Gustave Vaëz): Un Ami malheureux, comédie-vaudeville en 2 actes. Beck, Paris
- 1850 (zusammen mit Gustave Vaëz und Michel Delaporte): Chodruc-Duclos, ou L’homme à la longue Barbe: drame en cinq actes et huit tableaux. M. Lévy, Paris (o. J.) (archive.org)
- 1852 (zusammen mit Gustave Vaëz und Charles Narrey): Déménagé d’hier. Théâtre des Variétés, Paris
- 1852 (zusammen mit Henri Monnier): Grandeur et décadence de M. Joseph Prudhomme. Théâtre de l’Odéon, Paris
- 1853: Georgette ou Le moulin de Fontenoy (Gevaert). Théâtre Lyrique, Paris (0/page/n6/mode/1up Textarchiv – Internet Archive)
- 1867 (zusammen mit Théodore de Langeac): Cadet la perle. Drame en cinq actes en huit tableaux. Michel Lévy frères, Paris 1867 (gb k-i1ytespkkC/page/n2/mode/1up Textarchiv – Internet Archive)

### Übersetzungen (Libretti und Theaterstücke)
- 1839 (zusammen mit Gustave Vaëz): Lucie de Lammermoor: grand opéra en deux actes et en quatre parties; musique de M. Gaetan Donizetti. Théâtre de la Renaissance, Paris. Neuausgaben: Bernard Latte, Paris 1843; C. Tresse, Paris 1848
- 1841 (zusammen mit Gustave Vaëz): Othello: Opéra en trois actes (Verdi). C. Tresse, Paris. Ausgabe 1844: J.-A. Lelong, Brüssel (Google)
- 1843 (zusammen mit Gustave Vaëz): Don Pasquale (Donizetti). Théâtre Royal de la Monnaie, Brüssel / J. A. Lelong
- 1859 (zusammen mit Gustave Oppelt): Alessandro Stradella (Flotow). Théâtre Royal de la Monnaie, Brüssel
- 1862: Théâtre de Michel Cervantes. Traduit pour la première fois de l’espagnol en français. Michel Lévy frères, Paris (Textarchiv – Internet Archive)
- 1863: Théâtre de Tirso de Molina. Michel Lévy frères, Paris
- 1865: Théâtre d’Alarcón. Traduit pour la première fois de l’espagnol en français. Michel Lévy frères, Paris (Gallica)
- 1865: Théâtre fiabesque de Carlo Gozzi. Traduit pour la première fois par Alphonse Royer. Michel Lévy frères, Paris (Gallica) (Google)

### Vorwort
- 1868: Théodore de Langeac: Les aventures d’un sultan; préface d’Alphonse Royer. Michel Lévy frères, Paris (Gallica)